# Georges Bereta
Georges Bereta (15. května 1946, Saint-Étienne – 4. července 2023) byl francouzský fotbalista, který hrál jako útočník.
Hrál především za Saint-Étienne.

## Hráčská kariéra
Georges Bereta hrál na postu útočníka za AS Saint-Étienne a Olympique de Marseille.
Za Francii hrál 44 zápasů a dal 4 góly.

## Úspěchy

### Klub
Saint-Étienne
- Ligue 1 (6): 1966–67, 1967–68, 1968–69, 1969–70, 1973–74, 1974–75
- Coupe de France (3): 1967–68, 1969–70, 1973–74

Marseille
- Coupe de France (1): 1975–76

### Individuální
- Nejlepší francouzský fotbalista z francouzské ligy (2): 1973, 1974